# جاك هاوكينز
جاك هاوكينز (بالإنجليزية: Jack Hawkins)‏ (و. 1910 – 1973 م) هو ممثل، وممثل أفلام، وممثل مسرحي، من المملكة المتحدة، توفي في تشيلسي، لندن، عن عمر يناهز 63 عاماً، بسبب سرطان الحنجرة.

## التعليم
تعلم في أكاديمية إيطاليا كونتي للفنون المسرحية ‏.

## الخدمة العسكرية
خدم في الجيش البريطاني.

## جوائز
حصل على جوائز منها:
- قائد وسام الامبراطورية البريطانية.

## وصلات خارجية
- جاك هاوكينز على موقع IMDb (الإنجليزية)
- جاك هاوكينز على موقع الموسوعة البريطانية (الإنجليزية)
- جاك هاوكينز على موقع روتن توميتوز (الإنجليزية)
- جاك هاوكينز على موقع ألو سيني (الفرنسية)
- جاك هاوكينز على موقع أول موفي (الإنجليزية)
- جاك هاوكينز على موقع قاعدة بيانات برودواي على الإنترنت (الإنجليزية)
- جاك هاوكينز على موقع قاعدة بيانات الأفلام السويدية (السويدية)
- جاك هاوكينز على موقع إن إن دي بي (الإنجليزية)
- جاك هاوكينز على موقع قاعدة بيانات الفيلم (الإنجليزية)
- جاك هاوكينز على موقع كينوبويسك (الروسية)